# اچ‌دی ۱۵۳۰۵۳
اچ‌دی ۱۵۳۰۵۳ یک ستاره است که در صورت فلکی آتشدان قرار دارد.